# Sofisma algebrico
In matematica, un sofisma algebrico è una dimostrazione o un ragionamento matematico contenente un errore, che porta quindi ad un risultato errato o contraddittorio. Usualmente questi sofismi sono utilizzati a scopo didattico, per dimostrare l'importanza del rigore nelle dimostrazioni matematiche; per questo motivo, gli errori presenti sono in generale molto sottili e difficili da rilevare (relativamente al pubblico cui sono destinati) ma alla fine il ragionamento presenta conclusioni evidentemente erronee. La storia della matematica registra comunque numerosi casi di ragionamenti erronei dovuti a matematici importanti. 
Di seguito vengono riportati alcuni esempi classici di sofismi algebrici, suddivisi in base alla tipologia dell'errore che viene introdotto.

## Divisione o moltiplicazione per zero
Il secondo principio di equivalenza afferma che, data un'equazione o un'uguaglianza, è possibile ottenerne un'altra equivalente moltiplicando o dividendo entrambi i suoi membri per lo stesso valore reale, che però deve essere diverso da zero.
L'errata applicazione di questa regola conduce a risultati errati, come nell'esempio seguente. Siano {\displaystyle a} e {\displaystyle b} due numeri reali non nulli uguali fra loro:
{\displaystyle a=b.}
Moltiplicando entrambi i membri dell'uguaglianza per {\displaystyle a} e sottraendo {\displaystyle b^{2}} si ottiene:
{\displaystyle {\begin{matrix}a^{2}&=&ab\\a^{2}-b^{2}&=&ab-b^{2}.\end{matrix}}}
Scomponendo in fattori entrambi i membri dell'equazione si ottiene come fattore comune {\displaystyle a-b}:
{\displaystyle (a+b)(a-b)=b(a-b).}
Dividendo per {\displaystyle a-b} si ottiene:
{\displaystyle a+b=b.}
Avendo posto come condizione iniziale {\displaystyle a=b} possiamo eseguire, senza che risulti errata, la sostituzione ottenendo:
{\displaystyle a+a=2a=a,}
da cui però, ponendo per esempio {\displaystyle a=1}, si avrebbe la conclusione errata {\displaystyle 1=2}, ossia che un numero risulti uguale al suo doppio. Il passaggio errato consiste nella divisione per {\displaystyle a-b}, che è uguale a 0, dato che era stato supposto {\displaystyle a=b,} e che, quindi, non si può effettuare.

## Applicazione di regole al di fuori dei limiti di validità
Un altro errore diffuso è l'applicazione di teoremi e proprietà al di fuori dei loro limiti di validità, come nell'esempio sotto:
{\displaystyle {\frac {-1}{1}}={\frac {1}{-1}}\Rightarrow {\sqrt {\frac {-1}{1}}}={\sqrt {\frac {1}{-1}}}\Rightarrow {\frac {\sqrt {-1}}{\sqrt {1}}}={\frac {\sqrt {1}}{\sqrt {-1}}}.}
L'ultimo passaggio riportato è errato in quanto il passaggio della radice su ogni elemento della frazione {\displaystyle {\sqrt {\frac {a}{b}}}={\frac {\sqrt {a}}{\sqrt {b}}}} è valido solamente se {\displaystyle a} e {\displaystyle b} sono numeri positivi. A partire da qui, utilizzando i numeri complessi si ottiene:
{\displaystyle {\frac {\sqrt {-1}}{\sqrt {1}}}={\frac {\sqrt {1}}{\sqrt {-1}}}\Rightarrow {\frac {i}{1}}={\frac {1}{i}}}.
Moltiplicando per l'unità immaginaria {\displaystyle i} si ha infine:
{\displaystyle {\frac {i^{2}}{1}}={\frac {1i}{i}}\Rightarrow -1=1}.

## Serie infinite
Le serie rappresentano somme di infiniti termini; l'applicazione ad esse di proprietà caratteristiche delle somme finite può condurre a risultati erronei. Ad esempio la serie di Grandi.
{\displaystyle \sum _{k=0}^{\infty }(-1)^{k}=1-1+1-1+\ldots }
può essere rappresentata come
{\displaystyle (1-1)+(1-1)+\ldots =0+0+\ldots =0}
oppure 
{\displaystyle 1+(-1+1)+(-1+1)+\ldots =1+0+0+\ldots =1}.
Da cui segue {\displaystyle 0=1}. L'errore consiste in questo caso nell'utilizzo della proprietà associativa, che vale solamente se la serie senza parentesi è convergente.
In passato, errori analoghi furono commessi anche da matematici famosi, come Guido Grandi, che diede addirittura un aspetto filosofico al risultato precedente, sostenendo che fosse il modo con cui Dio creò il mondo dal nulla. Lo stesso Grandi ottenne anche un terzo risultato errato nel calcolo della serie: partendo dalla nota formula per la serie geometrica:
{\displaystyle \sum _{k=0}^{\infty }x^{k}=1+x+x^{2}+x^{3}+\ldots ={\frac {1}{1-x}}},
valida solo quando {\displaystyle |x|<1}, Grandi estrapolò per {\displaystyle x=-1} il risultato
{\displaystyle 1-1+1-1+\ldots ={\frac {1}{2}}}.
Eulero commise un analogo errore ponendo {\displaystyle x=2} e ottenendo
{\displaystyle -1=1+2+4+8+\ldots },
ovvero una successione di numeri positivi la cui somma è negativa.
Osserviamo tuttavia che tramite la somma di Cesàro è possibile dare significato al caso {\displaystyle x=-1}.